# Tulumella bahamensis
Espèce
Tulumella bahamensis est une espèce de crustacés thermosbaenacés de la famille des Tulumellidae.

## Distribution
Cette espèce est endémique des Bahamas. Elle se rencontre dans les eaux des grottes Lucayan Caverns et Mermaid's Lair  sur Grand Bahama, Dan's Cave sur Great Abaco, El Dorado Cave et Stargate Blue Hole sur Andros.

## Description
La femelle décrite par Wagner en 1994 mesure 3 028 µm.

## Étymologie
Son nom d'espèce, composé de baham[as] et du suffixe latin -ensis, « qui vit dans, qui habite », lui a été donné en référence au lieu de sa découverte, les Bahamas.

## Publication originale
- Rager, 1988 : Tulumella grandis and T. bahamensis, two new species of thermosbaenacean crustaceans (Monodellidae) from anchialine caves in the Bahamas. Stygologia, vol. 3, no 4, p. 373-382.